# Attilio Corsini
Attilio Corsini (Marcellina, 18 marzo 1945 – Roma, 6 agosto 2008) è stato un attore, regista e drammaturgo italiano.

## Biografia
Diplomato all'Accademia nazionale d'arte drammatica aveva fatto esperienza al Piccolo di Milano e nei Teatri Stabili di Torino e Roma.
Nel 1977 fu tra i fondatori del gruppo Attori & Tecnici, nato come compagnia di giro, che nel 1986 trovò poi sede stabile nel rione Testaccio a Roma presso il Teatro Vittoria, del quale fu direttore artistico.
È morto in una clinica della Capitale per una malattia di cui non aveva mai parlato con nessuno; la camera ardente venne allestita nello stesso Teatro Vittoria l'8 agosto.
È sepolto nel cimitero di Marcellina in provincia di Roma.
Ha lasciato un figlio, Daniele, nato nel 1975.

## Teatro
- Das Kätchen von Heilbronn di Heinrich von Kleist, regia di Luca Ronconi, Zurigo (1972)
- Notte con ospiti di Peter Weiss, regia Attilio Corsini (1977)
- Intrichi d'amore di Torquato Tasso, regia Attilio Corsini (1977)
- Vaudeville d'Antan di Gerardo Guccini, regia Gilberto Visintin (1978)
- Lo stordito ovvero i dieci contrattempi di Molière, regia Attilio Corsini (1978)
- Il gatto con gli stivali di Ludwig Tieck, regia Attilio Corsini (1978)
- Molière e la commedia dell'arte di Molière, regia Attilio Corsini (1978)
- La furiosa di Giovan Battista Della Porta, regia Attilio Corsini (1979)
- La pulcella d'Orlèans nei versi del Cavalier Vincenzo Monti di Voltaire, regia Attilio Corsini (1980)
- I due sergenti di Maurice d'Aubigny e Auguste Maillard, regia Attilio Corsini (1981)
- Pantalone impazzito di Francesco Righelli, regia Attilio Corsini (1981)
- La pulce nell'orecchio di Georges Feydeau, regia Attilio Corsini (1981)
- Il galateo di Monsignor Della Casa di Giovanni Della Casa, regia Attilio Corsini (1982)
- Varietà in varie età di Attilio Corsini, regia Attilio Corsini (1982)
- Seguirà una brillantissima farsa, regia Attilio Corsini (1982)
- Casanova, regia Attilio Corsini (1982)
- Pantalone, regia Attilio Corsini (1982)
- Rumori fuori scena di Michael Frayn, regia Attilio Corsini (1983)
- Flaiano al Flaiano di Attilio Corsini e Pietro Favari, regia Attilio Corsini (1985)
- Questo ed altro di Attilio Corsini e Pietro Favari, regia Attilio Corsini (1985)
- La nonna di Roberto Cossa, regia Attilio Corsini (1986)
- Semplicemente Faust di Nikolaj Evreinov, regia Attilio Corsini (1986)
- Salotto Carmen di Simona Marchini e Guido Zaccagnini, regia Attilio Corsini (1987)
- Amleto o non Amleto da Amleto ovvero Le conseguenze della pietà filiale di Jules Laforgue, regia Attilio Corsini (1987)
- Eau de toilette di Roland Topor, regia Attilio Corsini (1988)
- Traversata burrascosa di Tom Stoppard, regia Attilio Corsini (1988)
- Spettattori (Look Look), di Michael Frayn, regia di Attilio Corsini, Roma, Teatro Vittoria (1990)
- Amleto in salsa piccante di Aldo Nicolaj, regia Attilio Corsini (1991)
- Donne sull'orlo di una crisi di nervi di Pedro Almodóvar, regia Attilio Corsini (1994)
- Il giardino dei ciliegi di Anton Čechov, regia Attilio Corsini (1995)
- La casa al mare di Vincenzo Cerami, regia Attilio Corsini (1997)
- I Newyorkesi di Woody Allen, David Mamet, Elaine May, regia Attilio Corsini (1998)
- Mi pento con tutto il cuore di Enrico Vaime, regia Attilio Corsini (2000)
- Rumors di Neil Simon, regia Attilio Corsini (2001)
- La scoperta dell'America di Cesare Pascarella, regia di Attilio Corsini (2003)
- Central Park West di Woody Allen, regia Attilio Corsini (2004)
- I tre moschettieri di Alexandre Dumas, regia Attilio Corsini (2004)
- Non tutti i ladri vengono per nuocere di Dario Fo, regia Attilio Corsini (2004)
- Arsenico e vecchi merletti di Joseph Kesselring, regia Attilio Corsini (2005)
- Spirito allegro di Noël Coward, regia Attilio Corsini (2005)
- Prigioniero della seconda strada di Neil Simon, regia Attilio Corsini (2006)
- Sesso e bugie di Woody Allen, regia Attilio Corsini (2006)
- Parenti serpenti di Carmine Amoroso, regia Attilio Corsini (2006)
- Black Comedy di Peter Shaffer, regia Attilio Corsini (2007)
- Le invasioni barbariche di Denys Arcand, regia Attilio Corsini (2008)

## Lirica
- Il cappello di paglia di Firenze, musiche di Nino Rota, regia di Attilio Corsini (2001)
- La Belle Hélène, musiche di Jacques Offenbach, regia di Attilio Corsini (2003)

## Televisione
- La freccia nera, regia di Anton Giulio Majano sceneggiato televisivo (1968)
- I fratelli Karamazov, regia di Sandro Bolchi sceneggiato televisivo (1969)
- Nero Wolfe, regia di Giuliana Berlinguer (1970) serie TV
- La bella bugiarda, Rai (1971)
- Tante scuse, varietà con Raimondo Vianello e Sandra Mondaini (1974)
- Edipo re, regia di Vittorio Gassman (1977)
- La riva di Charleston, regia di Giovanni Roccardi (1978) - miniserie TV

## Cinema
- Lola Colt, regia di Siro Marcellini (1967)
- L'urlo, regia di Tinto Brass (1968)
- La vacanza, regia di Tinto Brass (1971)
- Asilo di polizia, regia di Filippo Ottoni (1986)